# José León Cabezón
José León Cabezón (Logroño, España, 1767 - Santiago de Chile, 10 de junio de 1844) fue un educador español, de larga carrera en las actuales Argentina y Chile.

## Biografía
Se trasladó al Virreinato del Río de la Plata —en la actual Argentina— radicándose en la ciudad de Salta. Fundó allí una escuela de gramática y latinidad. Cuando se produjo la gesta emancipadora de Mayo, abrazó la causa independentista. En 1817 se trasladó a Buenos Aires donde fundó una escuela de gramática latina y castellana.
Posteriormente regresó a Salta y finalmente a Chile, fundando allí también un colegio de enseñanza superior.
Falleció en Santiago de Chile el 10 de junio de 1844. Muchos de sus descendientes se dedicaron a la docencia y magisterio.
Una calle de la ciudad de Buenos Aires lleva su nombre en homenaje.